# 마우루 시우바
마우루 다 시우바 고미스(포르투갈어: Mauro da Silva Gomes, 1968년 1월 12일, 상 베르나르두 두 캄푸 ~)는 마우루 시우바(포르투갈어: Mauro Silva)로도 알려진 브라질의 전직 프로 축구 선수로, 현역 시절 수비형 미드필더로 활약했다.
체력이 넘치는 근면한 선수로, 견제와 지도력으로도 인정받은 그는 데포르티보 선수로 오랜 기간 활약했다. 그는 라 리가에서 13년 활약하며 총 458번의 경기에 출전해 6번의 주요 대회 우승을 거두었다.

## 클럽 경력
시우바는 상 파울루 주 상 베르나르두 두 캄푸 출신이다. 구아라니에서 축구에 입문한 그는 1990년에 브라간치누로 이적해 2년을 보냈다. 이후, 그는 250M Ptas(현재 €1.6M 가치)의 이적료로 데포르티보로 이적했는데, 그는 베베투와 같은 시기에 입단했다.
시우바는 갈리시아 연고 구단 소속으로 출장 정지나 부상으로 6번의 라 리가 경기 출전에 그쳤던 1994-95 시즌이 아닌 경우에는 항상 선발로 출전했고, 36세의 노장이었던 마지막 시즌에도 20경기를 출전했다. 그 기간 동안 그는 리그를 1번 코파 델 레이를 2번, 그리고 수페르코파 데 에스파냐를 3번 우승했고, 같은 시기 소속 구단인 챔피언스리그에 5번 출전해 2003-04 시즌에 대회 준결승전까지 올라갔고, 후자의 대회에서 0-0으로 비긴 포르투와의 경기에서 경고 누적으로 2차전에 출전하지 못해 데포르는 2차전을 0-1로 패했다.
2005년 5월 22일, 0-3으로 패한 마요르카와의 안방 경기에서 데포르티보에서 13년 활동하던 시우바는 오랜 기간 그의 후보였던 알도 두스체르가 교체되어 나가 리아소르와 작별했고, 또다른 구단 전설 프란도 같이 고별전을 치렀다.
2016년 12월, 데포르티보는 110주년 맞이 지지자 투표에서 시우바가 구단 역사상 최고의 선수로 선정되었다.

## 국가대표팀 경력
시우바는 브라질 국가대표팀 일원으로 59번의 경기에 10년 동안 출전하였고, 1991년에 첫 국가대표팀 경기를 뛰었다. 그는 우승을 거둔 1994년 월드컵에서 매경기 매분(스웨덴과의 조별 리그 후반전 제외)을 출전했다. 같은 해, FIFA는 올해의 선수 9위에 그의 이름을 올렸다. FIFA는 이탈리아와의 결승전에서 공격의 부재에 따라 그는 둥가와 함께 이탈리아의 디노 바조를 막아내는 데 중요한 역할을 맡았다. 연장전 끝에 0-0으로 비기면서, 브라질은 승부차기에서 승리하여 대회 우승을 거두었다.

## 경력 통계

### 클럽
| 구단       | 시즌      | 리그      | 리그 | 리그 |
| 구단       | 시즌      | 리그명    | 출장 | 득점 |
| ---------- | --------- | --------- | ---- | ---- |
| 구아라니   | 1987      | 세리이 A  | 0    | 0    |
| 구아라니   | 1988      | 세리이 A  | 1    | 0    |
| 구아라니   | 1989      | 세리이 A  | 0    | 0    |
| 구아라니   | 합계      | 합계      | 1    | 0    |
| 브라간치누 | 1990      | 세리이 A  | 18   | 0    |
| 브라간치누 | 1991      | 세리이 A  | 21   | 0    |
| 브라간치누 | 1992      | 세리이 A  | 22   | 0    |
| 브라간치누 | 합계      | 합계      | 61   | 0    |
| 데포르티보 | 1992–93   | 라 리가   | 37   | 0    |
| 데포르티보 | 1993–94   | 라 리가   | 35   | 1    |
| 데포르티보 | 1994–95   | 라 리가   | 6    | 0    |
| 데포르티보 | 1995–96   | 라 리가   | 22   | 0    |
| 데포르티보 | 1996–97   | 라 리가   | 32   | 0    |
| 데포르티보 | 1997–98   | 라 리가   | 31   | 0    |
| 데포르티보 | 1998–99   | 라 리가   | 36   | 0    |
| 데포르티보 | 1999–2000 | 라 리가   | 33   | 0    |
| 데포르티보 | 2000–01   | 라 리가   | 31   | 0    |
| 데포르티보 | 2001–02   | 라 리가   | 27   | 0    |
| 데포르티보 | 2002–03   | 라 리가   | 32   | 0    |
| 데포르티보 | 2003–04   | 라 리가   | 27   | 0    |
| 데포르티보 | 2004–05   | 라 리가   | 20   | 0    |
| 데포르티보 | 합계      | 합계      | 369  | 1    |
| 경력 합계  | 경력 합계 | 경력 합계 | 431  | 1    |

### 국가대표팀
| 국가대표팀 | 연도 | 출장 | 득점 |
| ---------- | ---- | ---- | ---- |
| 브라질     | 1991 | 13   | 0    |
| 브라질     | 1992 | 7    | 0    |
| 브라질     | 1993 | 11   | 0    |
| 브라질     | 1994 | 11   | 0    |
| 브라질     | 1995 | 1    | 0    |
| 브라질     | 1996 | 1    | 0    |
| 브라질     | 1997 | 10   | 0    |
| 브라질     | 1998 | 4    | 0    |
| 브라질     | 1999 | 0    | 0    |
| 브라질     | 2000 | 0    | 0    |
| 브라질     | 2001 | 1    | 0    |
| 합계       | 합계 | 59   | 0    |

## 수상
클럽
- 캄페오나투 파울리스타: 1990
- 라리가 : 1999–00
- 국왕컵 : 1994–95, 2001–02
- 수페르코파 데 에스파냐 : 1995, 2000, 2002

국가대표
- FIFA 월드컵 : 우승 (1994)
- 코파 아메리카: 우승 (1997), 준우승 (1991)
- 북중미 골드컵 : 3위 (1998)

개인
- 볼라 지 오우루: 1991
- 볼라 지 프라타: 1991, 1992